# 파이스 연립
파이스 연립(스페인어: Alianza PAIS)은 에콰도르의 사회민주주의 정당이다.파이스(PAIS)는 "자랑스러운 주권과 조국"(Patria Altiva i Soberana)의 스페인어 약칭이며 스페인어로 "국가"를 뜻하는 단어이기도 하다. 정치적 스펙트럼은 중도 ~ 중도좌파이며, 라파엘 코레아 대통령 당선 이후에 여당이 되었다. 레닌 모레노 정부의 복지 축소와 공기업 민영화 등 신자유주의 정책에 반발한 파이스 연립 소속의 국회의원들의 탈당이 이어저 의석이 줄어들었으며 현재 에콰도르 국회에서 모든 의석을 잃었다.

## 같이 보기
- 라파엘 코레아